# 塞勒海德
塞勒海德是敘利亞的城鎮，由蘇韋達省負責管轄，位於該國南部，距離首府蘇韋達28公里，毗鄰與約旦接壤的邊境，海拔高度1,350米，人口約15,000。

## 外部連結
- Old image of the Fortress of Salkhad

32°29′30″N 36°42′40″E / 32.49167°N 36.71111°E